# 972
| [ Edytuj tabelę ]              |                                                          |
| Książę Polski                  | - 960 Mieszko I 992                                      |
| Król Anglii                    | - 959 Edgar Spokojny 975                                 |
| Hrabia Aragonii                | - 922 Andregota Galíndez 972                             |
| Hrabia Aragonii i król Nawarry | - 970 Sancho II 994                                      |
| Hrabia Barcelony               | - 947 Borrell II 992                                     |
| Książę Bawarii                 | - 955 Henryk II Kłótnik 976                              |
| Książę Burgundii               | - 965 Odo-Henryk 1002                                    |
| Cesarz Bizancjum               | - 969 Jan I Tzimiskes 976                                |
| Cesarz Chin                    | - 960 Song Taizu 976                                     |
| Książę Czech                   | - 935 Bolesław I Srogi 972 - 972 Bolesław II Pobożny 999 |
| Król Danii                     | - 958 Harald Sinozęby 987                                |
| Władca Egiptu                  | - 969 Al-Mu’izz 975                                      |
| Król Franków zachodnich        | - 954 Lotar 986                                          |
| Król Gruzji                    | - 961 Dawid III 1001                                     |
| Hrabia Holandii                | - 939 Dirk II 988                                        |
| Cesarz Japonii                 | - 969 En’yū 984                                          |
| Kalif                          | - 946 Al-Muti 974                                        |
| Hrabia Kastylii                | - 970 Garcia I Fernandez 995                             |
| Król Khmerów                   | - 968 Dżajawarman V 1001                                 |
| Wielki książę Kijowa           | - 945 Światosław I 972 - 972 Jaropełk I 978              |
| Patriarcha Konstantynopola     | - 970 Bazyli I Skamandrenos 974                          |
| Władca Korei                   | - 949 Kwangjong 975                                      |
| Król Leónu                     | - 966 Ramiro III 984                                     |
| Król Norwegii                  | - 961 Harald II Szara Opończa 976                        |
| Hrabia Palatynatu              | - 945 Hermann Pusillus 994                               |
| Papież                         | - 965 Jan XIII 972                                       |
| Hrabia Portugalii              | - 950 Gonçalo Mendes 999                                 |
| Cesarz Rzymski (niemiecki)     | - 962 Otton I Wielki 973                                 |
| Książę Saksonii                | - 961 Hermann 973                                        |
| Król Szkocji                   | - 971 Kenneth II 995                                     |
| Król Szwecji                   | - 970 Eryk Zwycięski 995                                 |
| Doża Wenecji                   | - 959 Pietro IV Candiano 976                             |
| Książę Węgier                  | - 970 Gejza 997                                          |
| Cesarz Wietnamu                | - 968 Đinh Bộ Lĩnh 979                                   |

Rok 972 / CMLXXII
stulecia: IX wiek ~
X wiek ~
XI wiek

lata: 962 «
967 «
968 «
969 «
970 «
971 «
972
» 973
» 974
» 975
» 976
» 977
» 982

## Wydarzenia w Polsce
- 24 czerwca – bitwa pod Cedynią, zwycięstwo wojsk Mieszka I nad wojskami margrabiego Hodona. W walce dowodził brat Mieszka Czcibor[1].
- Wrzesień – sąd cesarski (najprawdopodobniej w Ingelheim am Rhein) uznał Mieszka I winnego naruszenia pokoju; wskutek tego Mieszko został zmuszony do wysłania swojego syna, Bolesława na dwór cesarski w charakterze zakładnika.

## Wydarzenia na świecie
- 14 kwietnia – w Rzymie odbył się ślub cesarza rzymskiego Ottona II i księżniczki bizantyjskiej Teofano.
- Walka o władzę na Rusi między synami Światosława.
- Benedykt VI zastąpił Jana XIII na tronie papieskim[2].
- Rozpoczęła się odbudowa benedyktyńskiego klasztoru w Peterborough.
- Utworzenie królestwa Zirydów w Tunezji.

## Urodzili się
- 27 marca – Robert II Pobożny, król Francji z dynastii Kapetyngów (zm. 1031)

## Zmarli
- 15 lipca – Bolesław I, książę czeski, ojciec Dobrawy (inne źródła podają datę śmierci jako 967)  (ur. po 903)
- 6 września – Jan XIII, papież (ur. ?)[2].
- data dzienna nieznana:
  - Andregota Galíndez - hrabina Aragonii (ur. po 905)
  - Guizong Cezhen – chiński mistrz chan ze szkoły fayan (ur. ?)
  - Kūya – buddysta japoński, propagator amidyzmu (ur. 903)
  - Światosław I, z dynastii Rurykowiczów, syn Igora i Olgi, książę Rusi Kijowskiej, zginął w walce z Pieczyngami (ur. 942)
  - Tianhuang Daowu – chiński mistrz chan (ur. 891)